# Acetilação
Acetilação (ou na nomenclatura IUPAC, etanoilação) descreve uma reação que introduz um grupo funcional acetila em um composto orgânico. Deacetilação é a remoção do grupo acetila.
Além disso, é o processo de introdução de um grupo acetila (resultando em um grupo acetoxi) no composto, especificamente, a substituição de um grupo acetila por um átomo ativo de hidrogênio. Uma reação envolvendo a substituição do átomo de hidrogênio de um grupo hidroxila com um grupo acetila (CH3
CO) rende um específico éster, o acetato. Anidrido acético é comumente usado como um agente acetilante reagindo com grupos hidroxilas livres. Por exemplo, é usado na síntese da Aspirina. 

## Acetilação de proteínas
Em biologia, por exemplo em células vivas , a acetilação ocorre como uma modificação co-traducional e modificação pós-traducional de proteínas, por exemplo, histonas and tubulinas.

### Acetilação N-alfa-terminal
A acetilação de alfa-amina N-terminais de proteínas é uma modificação difundida nos eucariotas. 40-50% de proteínas das leveduras, e 80-90% de proteínas humanas são modificadas desta maneira, e o padrão de podificação é encontrado conservado através do processo evolutivo. A modificação é executada por N-alfa-acetiltransferases (NATs), uma subfamília da superfamília GNAT de acetiltransferases, as quais também incluem acetiltransferases da histona. As GNATs transferem o grupo acetila da acetil-coenzima A para o grupo amina. Os NATs tem sido muito estudados nas leveduras. Aqui três complexos NAT, NatA/B/C, tem sido encontrados executando a maioria das acetilações do N-alfa-terminal. Eles tem sequência especificamente para seus substratos, e acredita-se que estão associados com p ribossoma, aonde eles acetilam polipeptídeos nascentes co-traducionalmente. 
Em humanos, somente um complexo NAT, o NatA humano, tem sido identificado e caracterizado. Subunidades do complexo NatA humano tem sido relacionados aos processos cancerígenos tais como a resposta à hipoxia e a via beta-catenina. Tem sido encontrado ser sobre-expressado em carcinoma papilar da tireóide e neuroblastoma.
Apesar de ser uma modificação tão conservada e difundida, pouco é conhecido sobre o papel biológico da acetilação  N-alfa-terminal. As proteínas tais como o actina e a tropomiosina tem sido envidenciadas serem dependentes da acetilação do NatB para formar filamentos apropriados de actina. Este é ainda somente um exemplo da potencial importância desta modificação.

### Acetilação e deacetilação de histona
Em acetilação e deacetilação de histona, as histonas são acetiladas e deacetiladas em lisina localizada na cauda N-terminal como parte da regulação genética. 
Tipicamente, estas reações são catalisadas por enzimas com atividade "acetiltransferase histona" (HAt) ou "histona deacetilase" (HDAc).

### Acetilação e deacetilação de tubulina
A acetilação e deacetilação da tubulina é bem evidente nas Chlamydomonas. Uma acetiltransferase de tubulina localizada no axonema acetila um  lisina específica localizada na sub-unidade de α-tubulina no microtubulo em construção. Uma vez realizada, esta acetilação pode ser removida por outra deacetilase específica a qual é citosólica. Então os microtúbulos axonemais (de longa "meia vida") carregam esta assinatura de acetilação na ausência de microtúbulos citosólicos (de curta "meia vida").